# Troglohyphantes schenkeli
Espèce
Synonymes
- Lepthyphantes schenkeli Miller, 1937

Troglohyphantes schenkeli est une espèce d'araignées aranéomorphes de la famille des Linyphiidae.

## Distribution
Cette espèce est endémique de Slovaquie.

## Publication originale
- Miller, 1937 : Neue Spinnenarten (Araneae) aus der Cechoslovakischen Rupublik, II. Festschrift zum 60. Geburtstage von Professor Dr. Embrik Strand, vol. 2, p. 563-570.